# مورغنروت راوتنكرانتس
مورغنروت راوتنكرانتس هي قرية تابعة لمدينة فوكتلاندكرايس التابعة لمقاطعة آخن ولاية ساكسونيا بـألمانيا.